# Diestota lanaiensis
Diestota lanaiensis är en skalbaggsart som beskrevs av Sharp 1908. Diestota lanaiensis ingår i släktet Diestota och familjen kortvingar. Inga underarter finns listade i Catalogue of Life.